# 佐々政次
佐々 政次（さっさ まさつぐ）は、戦国時代の武将。織田氏の家臣。尾張国井関城主。佐々成政の長兄。通称は隼人正。諱は「政次」で通っているが、文書上の裏付けはない。系図には「成吉」「勝通」ともある。

## 略歴
天文8年（1539年）8月、織田信秀に仕える。同11年（1542年）三河国小豆坂の戦いで弟・孫介と共に功名し、小豆坂七本槍に数えられる。
永禄3年（1560年）、桶狭間の戦いの序盤に、織田信長が善照寺砦に到着したのを見て、千秋季忠と共に今川義元軍に攻撃をかけ討死した。
なお、長男の清蔵は織田信忠に仕え、成政の娘輝子を娶るが、本能寺の変で討死した。